# Klaus-Peter Justus
Klaus-Peter Justus (né le 1er juillet 1951 à Königsee) est un athlète allemand, spécialiste du 1 500 mètres.

## Biographie
Représentant la République démocratique allemande dès le début des années 1970, Klaus-Peter Justus remporte le titre du 1 500 m des Championnats d'Europe juniors de 1970 à Colombes. Deux ans plus tard, sur cette même piste de Colombes, il remporte le 1500m du match France-RDA, puis participe aux Jeux olympiques de Munich, sans parvenir en finale. Il se classe troisième des Championnats d'Europe en salle de 1973.
Il se distingue lors de la saison 1974 en s'adjugeant le titre continental du 1 500 m à l'occasion des Championnats d'Europe de Rome. Auteur de 3 min 40 s 55 en finale, Justus devance le Danois Thomas Hansen et l'Ouest-Allemand Thomas Wessinghage.
Il remporte à cinq reprises les Championnats d'Allemagne de l'Est en plein air en 1970, 1972, 1973, 1974 et 1975.

### Palmarès
| Date | Compétition                    | Lieu      | Résultat | Épreuve |
| ---- | ------------------------------ | --------- | -------- | ------- |
| 1970 | Championnats d'Europe juniors  | Colombes  | 1er      | 1 500 m |
| 1973 | Championnats d'Europe en salle | Rotterdam | 3e       | 1 500 m |
| 1974 | Championnats d'Europe          | Rome      | 1er      | 1 500 m |

### Records
| Épreuve | Performance  | Date        | Lieu   |
| ------- | ------------ | ----------- | ------ |
| 1 500 m | 3 min 38 s 1 | 16 mai 1976 | Erfurt |